# گوئلور کانگا
گوئلور کانگا (انگلیسی: Guélor Kanga؛ زادهٔ ۱ سپتامبر ۱۹۹۰) بازیکن فوتبال اهل گابن است.
از باشگاه‌هایی که در آن بازی کرده‌است می‌توان به باشگاه فوتبال اسپارتا پراگ، باشگاه فوتبال ستاره سرخ بلگراد، و باشگاه فوتبال روستوف اشاره کرد.
وی همچنین در تیم ملی فوتبال گابن بازی کرده‌است.